# Clytellus monilis
Clytellus monilis es una especie de escarabajo longicornio del género Clytellus, tribu Clytellini, orden Coleoptera. Fue descrita científicamente por Holzschuh en 2011.

## Descripción
Mide 5,45-7,1 milímetros de longitud.

## Distribución
Se distribuye por Malasia (Borneo).